# باشگاه فوتبال نانت‌ویچ
باشگاه فوتبال نانت‌ویچ (به انگلیسی: Nantwich Town Football Club) یک باشگاه فوتبال در شهر نانت‌ویچ، کشور انگلستان است که در سال ۱۸۸۴ میلادی تأسیس شده‌است.